# Apocynaceae
Famille
Les Apocynaceae (Apocynacées) sont une famille de plantes eudicotylédones (Dicotylédones vraies) de l’ordre des Gentianales, qui comprend environ 5000 espèces et 350 genres, regroupés dans cinq sous-familles.
Ce sont, pour la plupart, des lianes ou des plantes herbacées, quelques arbres ou arbustes, à latex, à feuilles persistantes. C'est une famille cosmopolite, mais la plupart des espèces poussent dans des régions tropicales et subtropicales. Quelques espèces poussent dans des régions tempérées. En Europe on peut citer notamment les genres Vinca avec la grande pervenche (Vinca major) et la petite pervenche (Vinca minor) aux fleurs bleues et Nerium avec le laurier-rose.
Les principaux genres sont les suivants : Asclepias (230 espèces), Tabernaemontana (230), Cynanchum (200), Ceropegia (150), Hoya (150), Matelea (130), Rauvolfia (110), Gonolobus (100), Secamone (100), Mandevilla (100).
Les plantes de cette famille sont souvent toxiques, du fait de la présence d'hétérosides cardiotoniques et d'alcaloïdes divers, en particulier dans les graines et le latex.
Parmi les Apocynacées, plusieurs espèces ont été utilisées pour obtenir du caoutchouc. Aujourd'hui cette famille donne de nombreuses plantes ornementales ainsi que des plantes médicinales. La prune du Natal est le fruit comestible de Carissa macrocarpa.
Le latex de certaines espèces du genre Pachypodium était utilisé par les San pour empoisonner leurs pointes de flèches.

## Étymologie
Le nom vient du genre type, le genre Apocynum lui-même dérivé du latin ăpŏcynŏn, du grec apo « loin de » et cyn « chien » (cynanque, plante fatale aux chiens).

## Caractéristiques générales
Les plantes de la famille des Apocynaceae sont généralement des ligneuses, arbres, arbustes ou lianes, plus rarement des arbrisseaux ou des herbacées. Ce sont parfois des plantes succulentes ou cactiformes. Elles laissent souvent s'écouler du latex quand on les coupe, ou rarement de la sève aqueuse,.

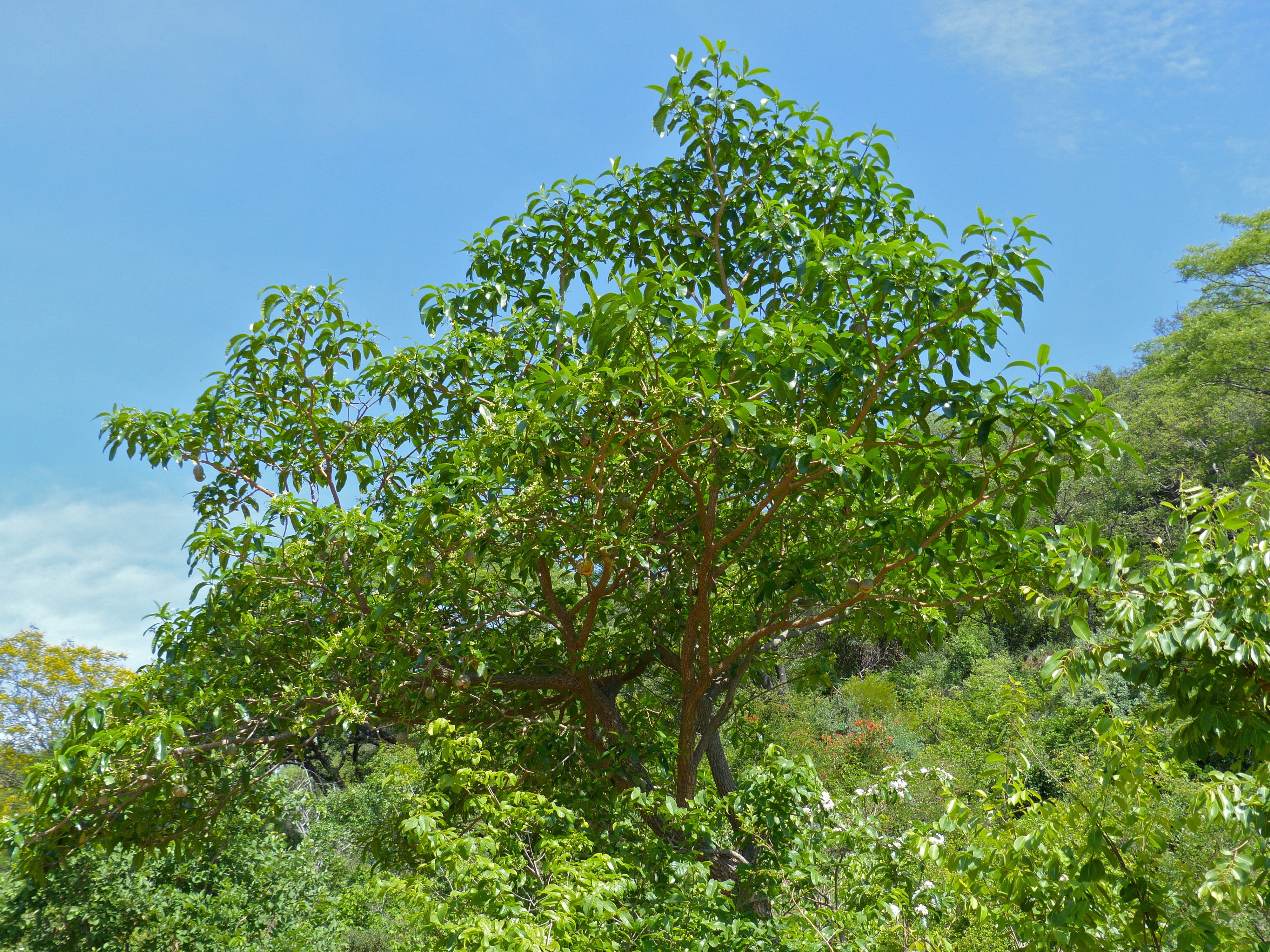
Tabernaemontana elegans, arbre.
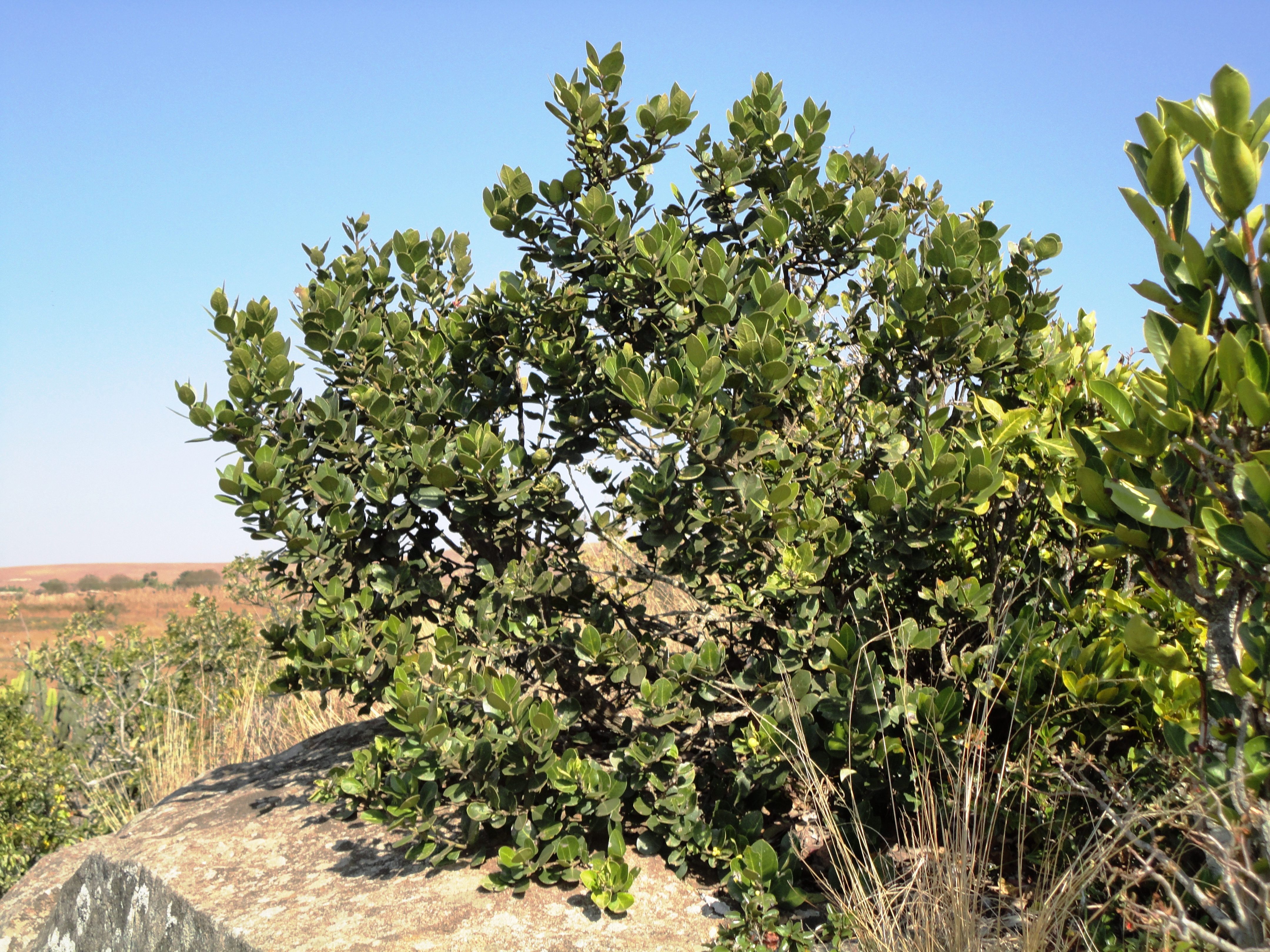
Acokanthera rotundata, arbuste.
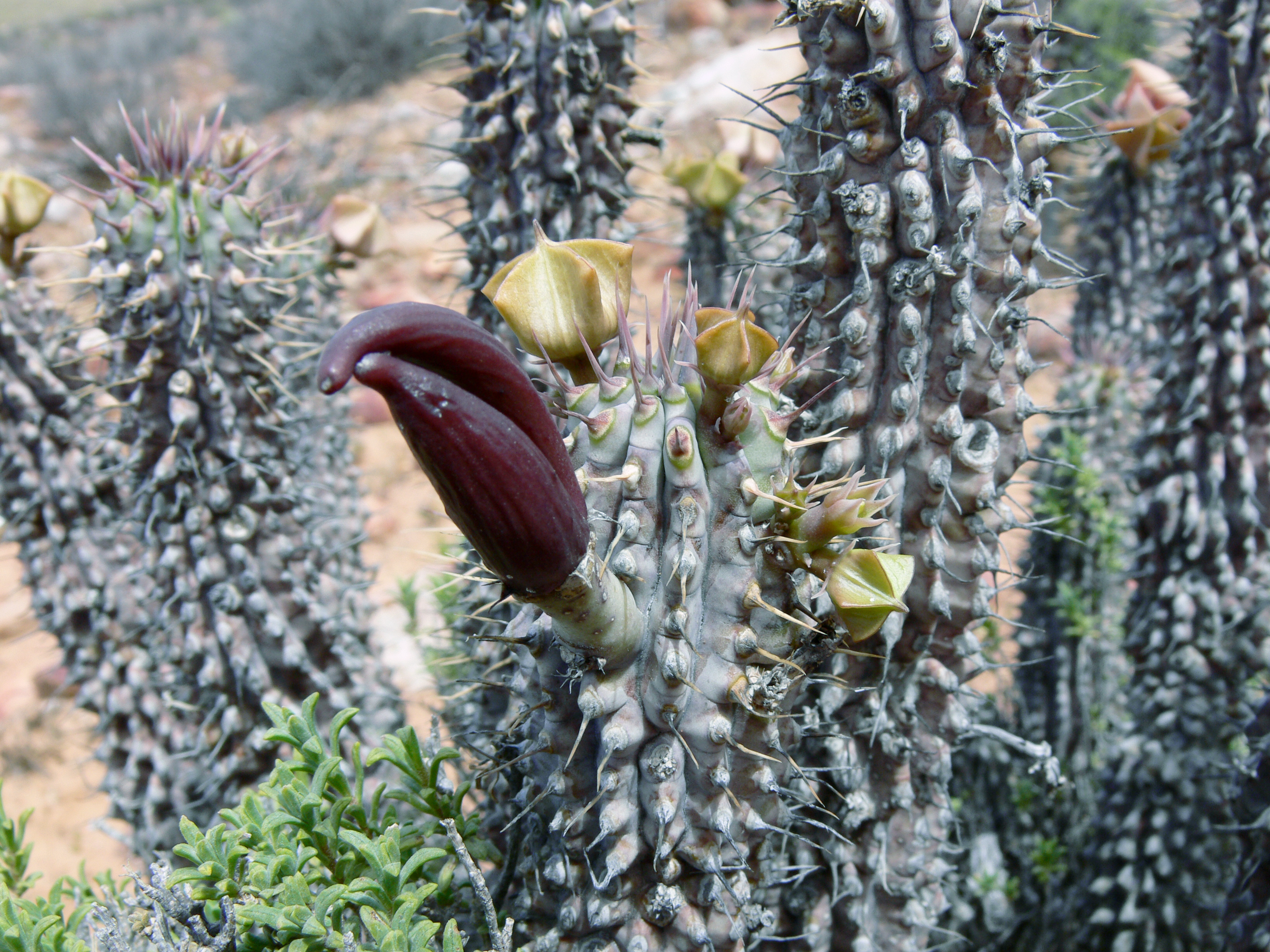
Hoodia gordonii, cactiforme.
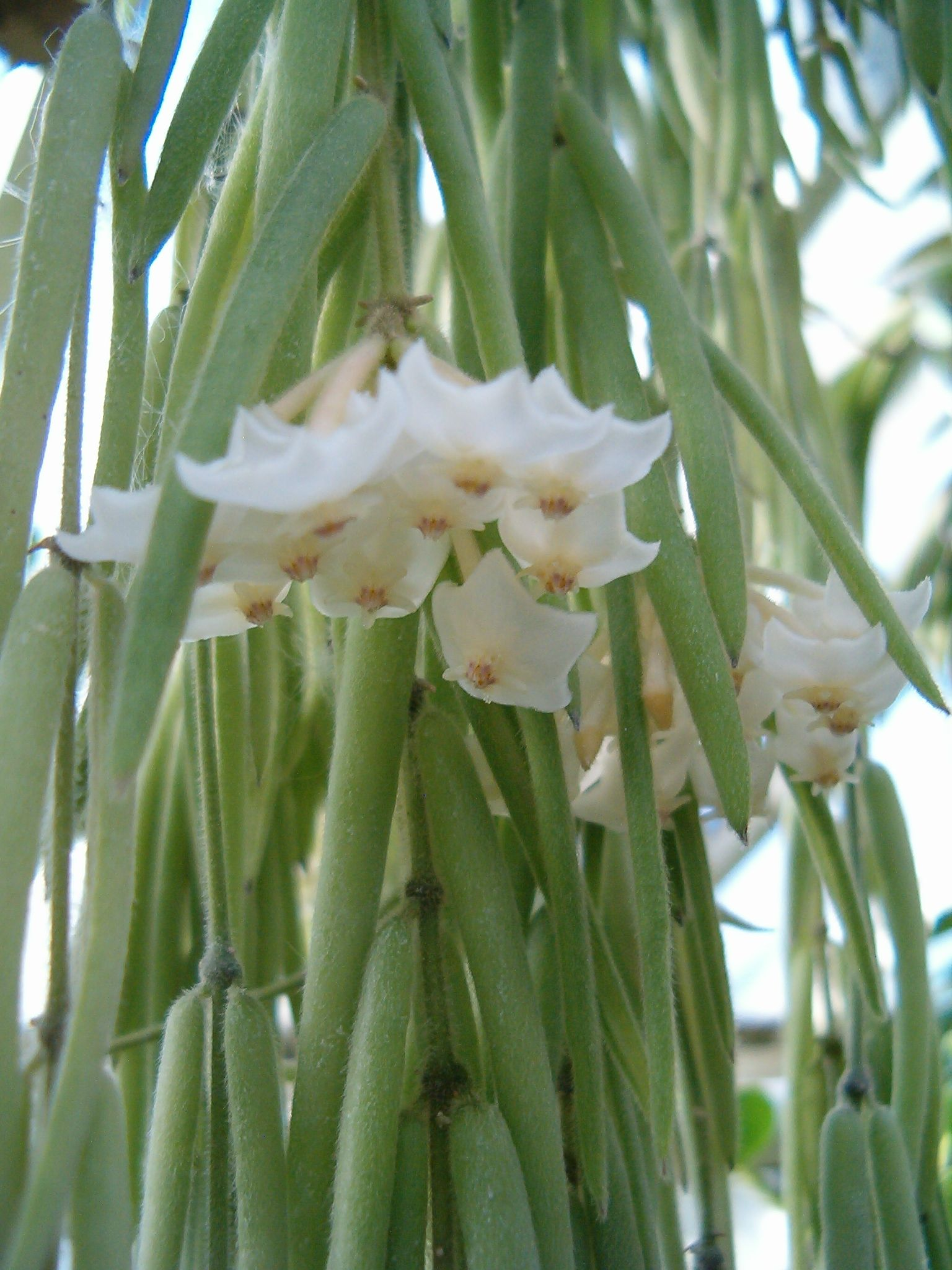
Hoya linearis, épiphyte.

Les feuilles sont simples, entières, généralement opposées, rarement verticillées ou alternes, pétiolées, généralement avec des collétères à la base du pétiole. La nervation est pennée. Les stipules sont généralement réduites ou absentes,.

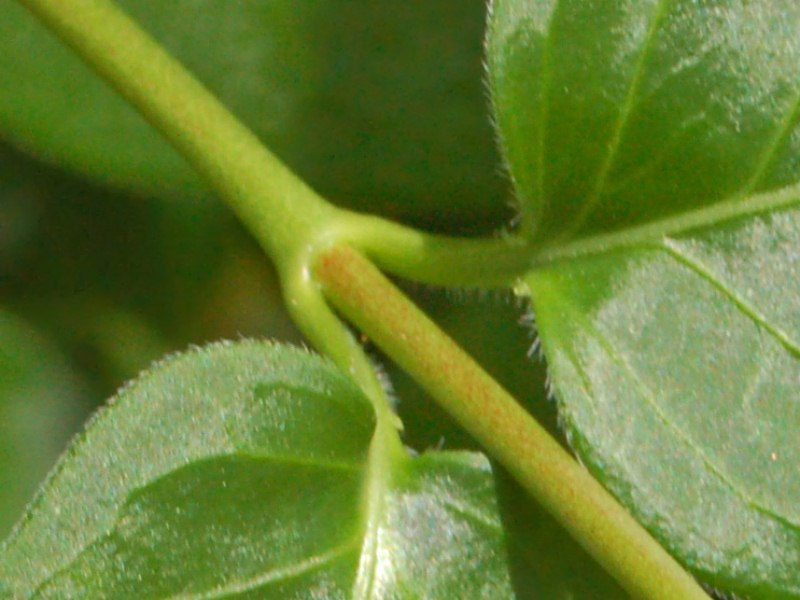
Feuilles de Vinca major.
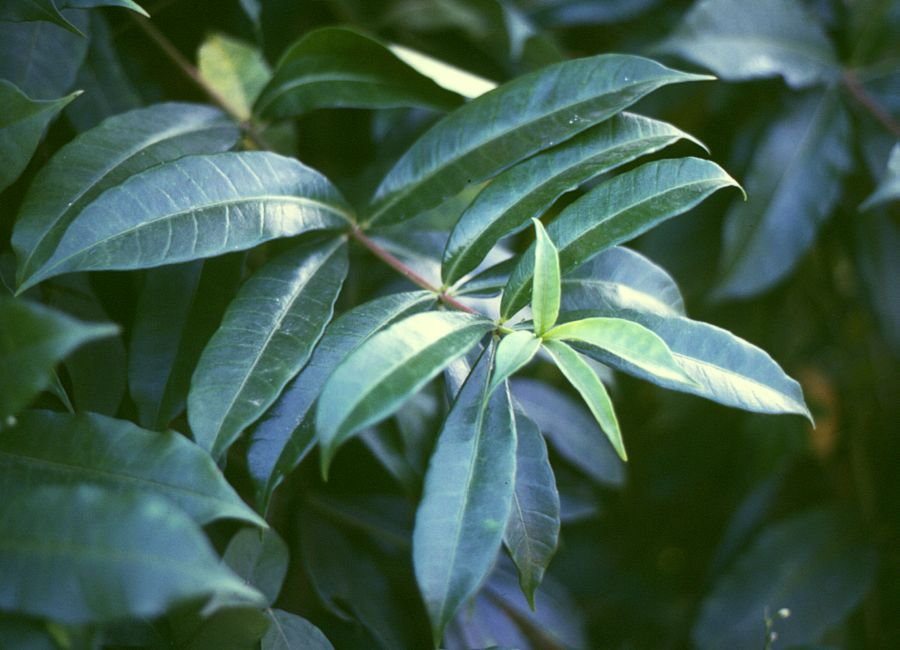
Feuilles d’Allamanda cathartica.

Les inflorescences, terminales ou axillaires, à croissance déterminée, sont cymeuses, munies de bractéoles. Elles sont parfois réduites à une fleur solitaire.
Les fleurs, hermaphrodites (bisexuées) sont actinomorphes, pentamères (ou rarement tétramères).
Le calice présente 5 lobes imbriqués (rarement 4). Il présente souvent des collétères à la base de la face adaxiale.
La corolle, constituée des 5 (ou rarement 4) pétales soudés, est de forme tubulaire, urcéolée, infundibuliforme (en entonnoir) ou rarement rotacée, les lobes contortés-imbriqués, se chevauchant à droite ou à gauche, et sont très rarement valvés.
Les étamines, au nombre de 5 ou rarement 4, insérées dans le tube de la corolle, présentent des filaments courts, généralement libres, des anthères à deux thèques, souvent très transformées, pour la plupart sagittées, libres ou conniventes et formant alors un anneau autour du stigmate, rarement adhérent à celui-ci, à déhiscence longitudinale. Le connectif des anthères est souvent muni d'appendices terminaux, pétaloïdes, en capuchon ou cornus. Le pollen est granuleux. les grains de pollen sont parfois agglutinés en masses cireuses ou pollinies (ex-Asclepiadaceae).
Le pistil est formés de deux carpelles généralement soudés par leurs styles ou stigmates, et à ovaires libres, parfois complètement soudés comme chez Thevetia. Les ovaires sont supères, rarement semi-infères, à placentation pariétale ou axile, avec un ou plusieurs ovules par loge,. La tête du style, très transformée, est brusquement élargie et présente trois zones superposées, spécialisées respectivement pour la présentation du pollen, la sécrétion de viscine et la réception du pollen.

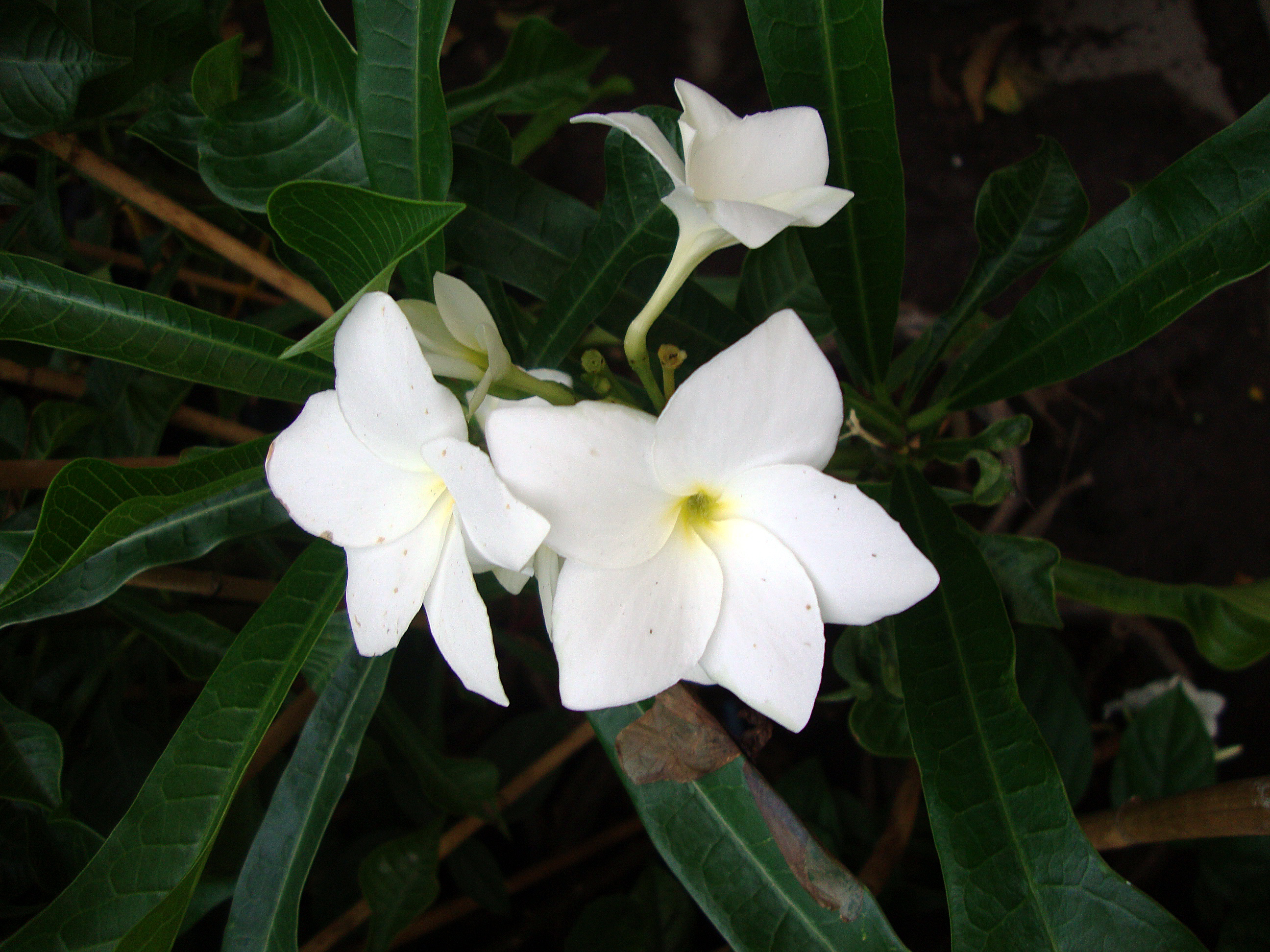
Les fleurs, solidaires à l'aisselle des feuilles, ont une symétrie radiaire et sont hermaphrodites (ici Plumeria pudica)
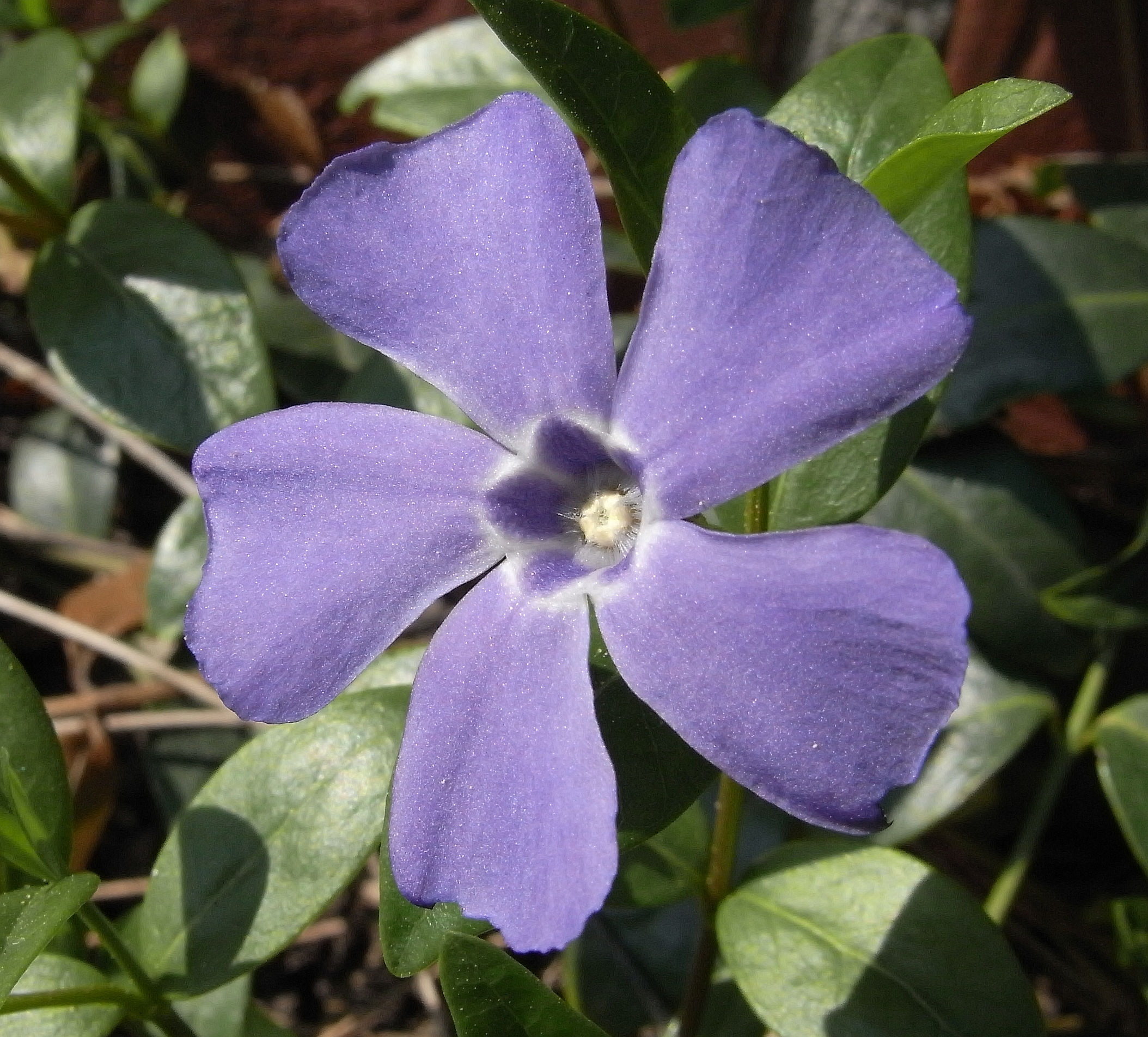
5 étamines, insérées sur le tube de la corolle (ici Vinca minor)
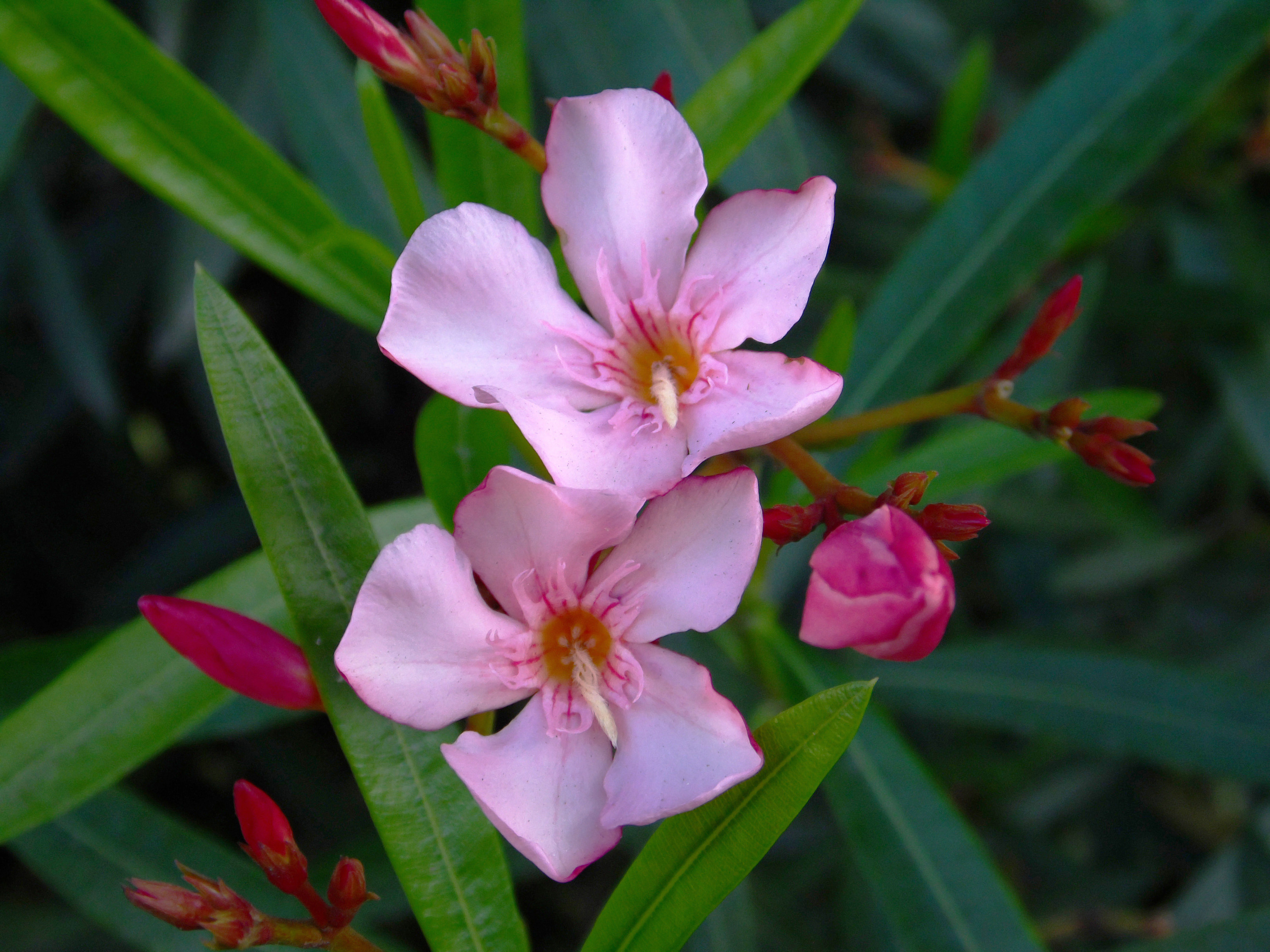
Anthères généralement rapprochées en anneau autour du stigmate (ici Nerium oleander)

Les fruits, charnus ou secs, sont souvent géminés, formés de 2 carpelles séparés, chaque ovaire se transformant en une baie, une drupe, une capsule ou un follicule. Les graines, avec ou sans aigrette de poils, le plus souvent avec un endosperme épais et corné et un embryon grand et droit ou courbe, avec des cotylédons souvent gros, une radicule térète. Elles sont souvent ailées ou munies d'appendices avec de longs poils soyeux. Le type très diversifié des fruits est un caractère taxinomique permettant de différencier de nombreux genres,,.

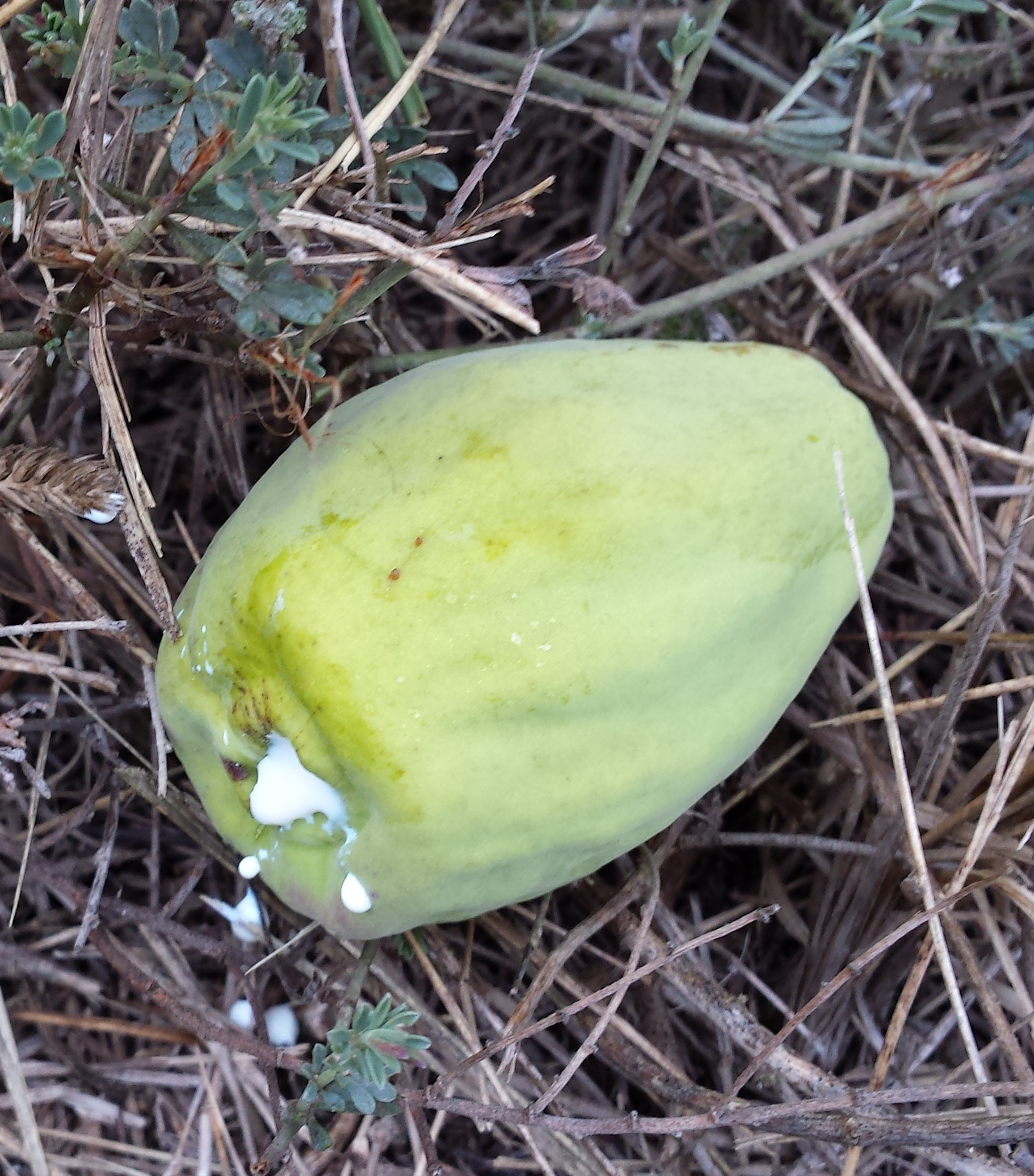
De nombreuses Apocynacées contiennent du latex (ici Araujia sericifera)
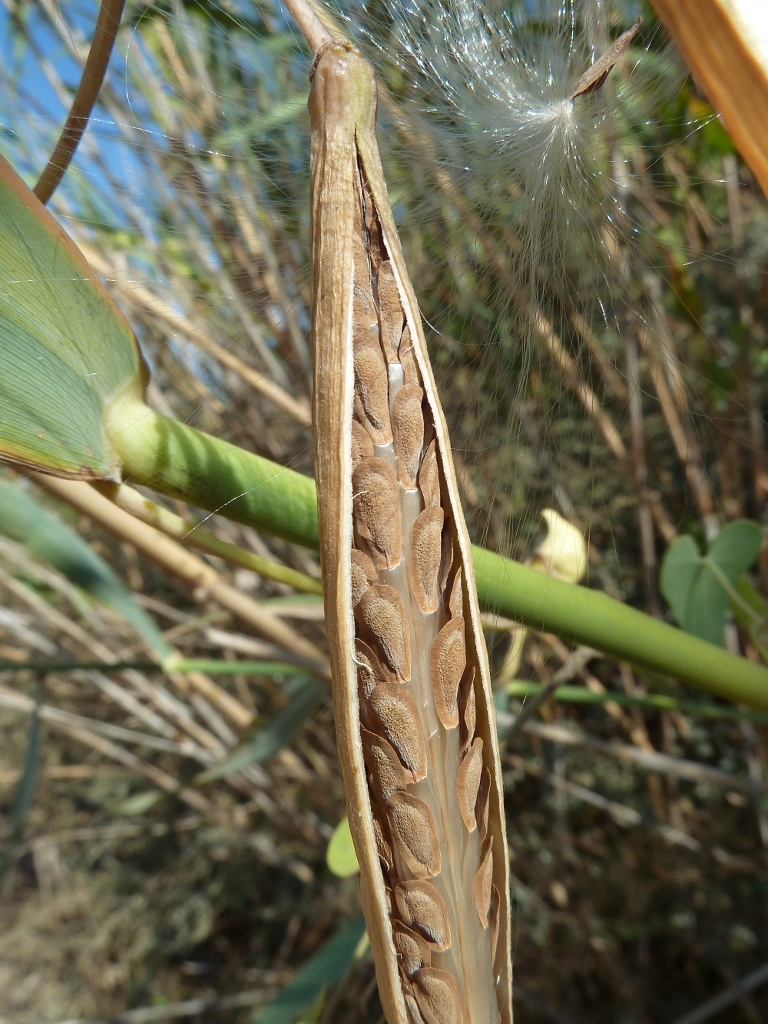
Fruit formé de deux follicules, graines souvent munies d'aigrettes (ici Cynanchum acutum)
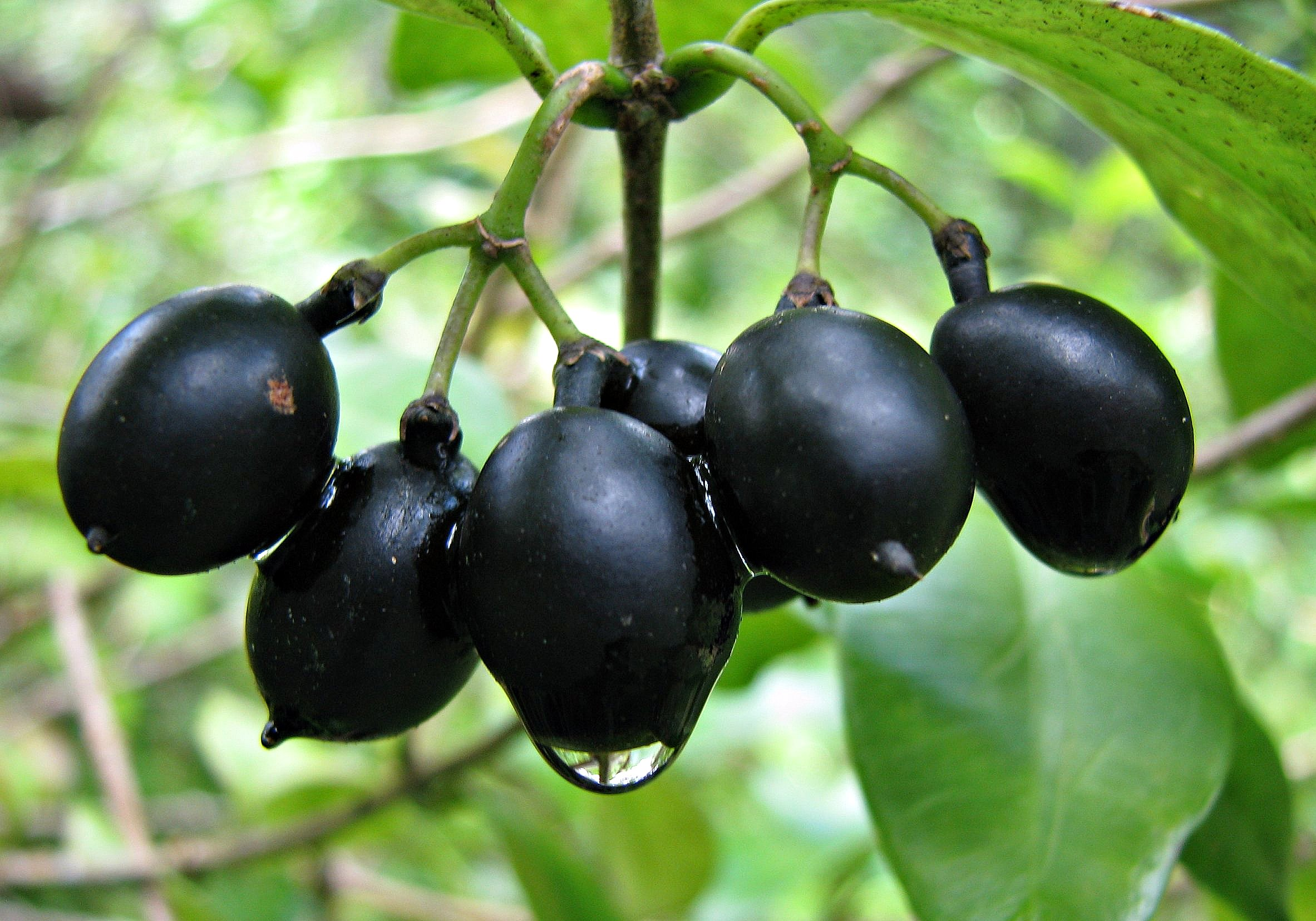
Drupes d’Alyxia stellata.

## Toxicité

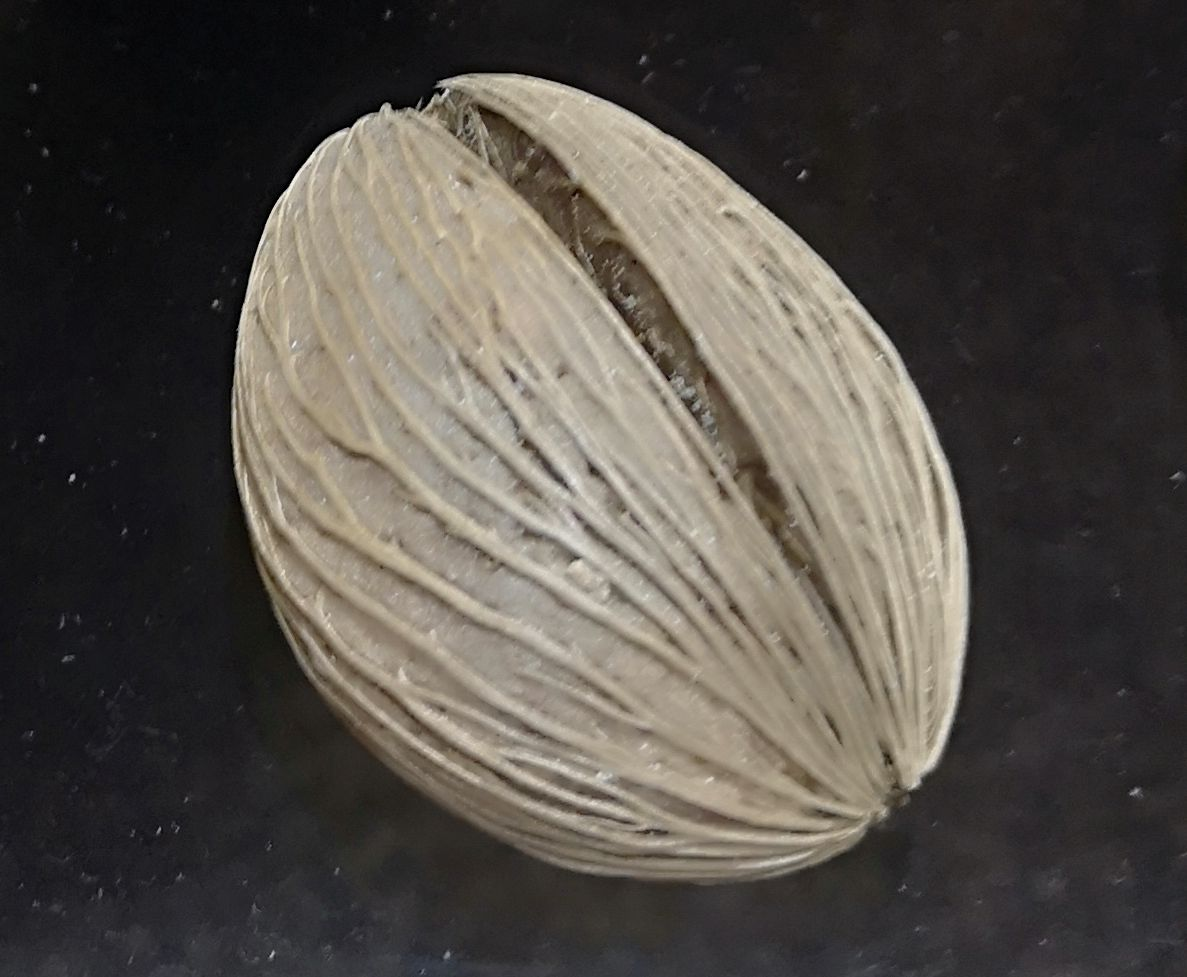
Noyau de Cerbera odollam, l'« arbre au suicide » dans le sud de l'Inde

La plupart des plantes de la famille des Apocynaceae sont plus ou moins toxiques, certaines étant hautement toxiques.
Leur toxicité est due deux types de substances, différentes selon les genres :
- des stéroïdes ou hétérosides cardiaques qui agissent sur le cœur, provoquant des insuffisances cardiaques aiguës ;
- des alcaloïdes monoterpènes de type indole neurotoxiques pour le système nerveux central, provoquant par exemple des convulsions, une paralysie ou des hallucinations.

Dans les deux cas, l'intoxication est souvent fatale. Ces plantes, étant très répandue dans le monde, sont souvent employées pour provoquer des empoisonnements à des fins d'homicide ou de suicide.

## Taxinomie

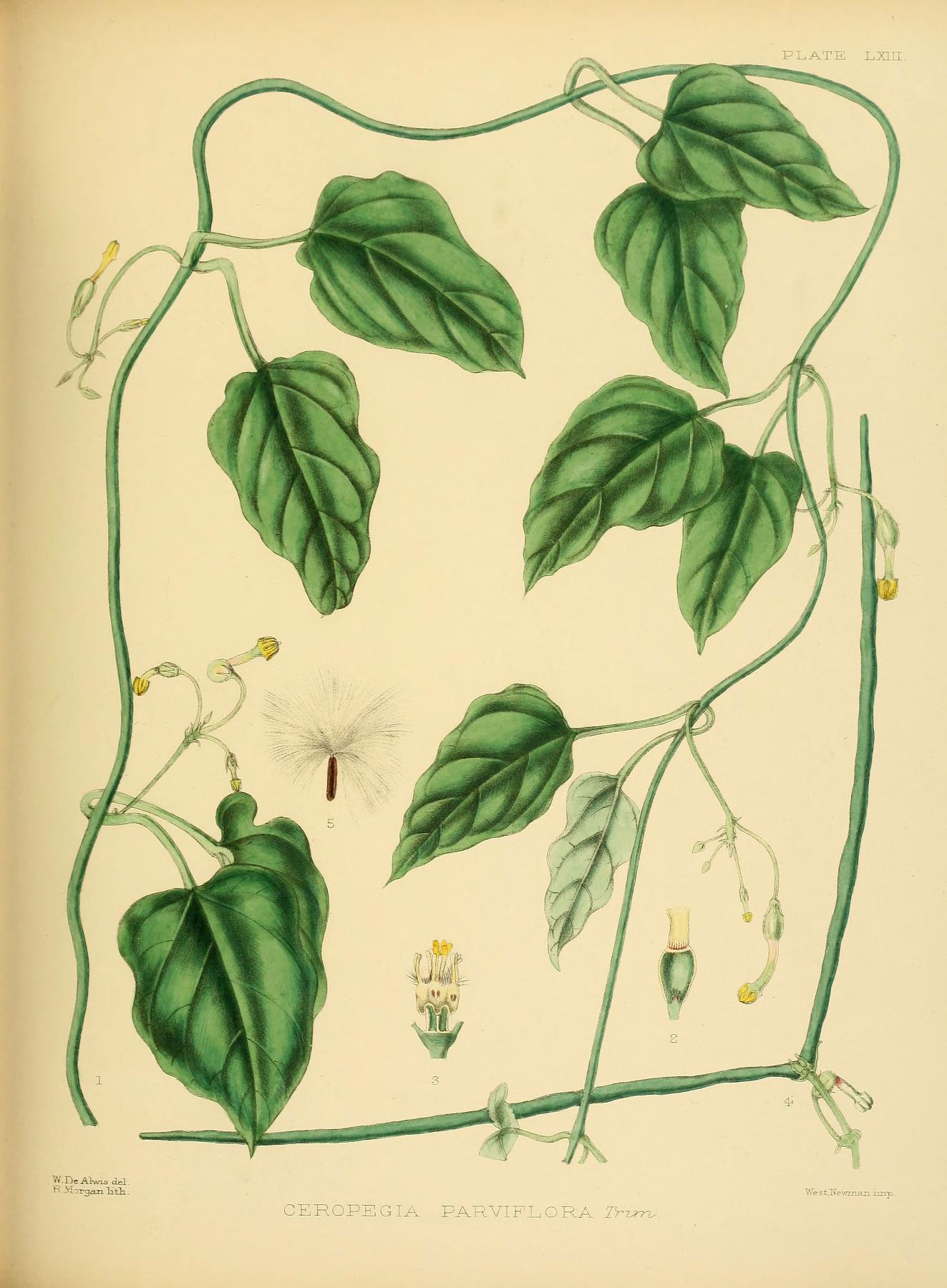
Ceropegia parviflora, une Asclepiadoideae.

Cette famille a été décrite en 1789, sous le nom de Apocineae par le botaniste français Jussieu (1748-1836).

### Sous-familles
Selon GRIN (23 novembre 2015) :
- Apocynoideae Burnett, 1835
- Asclepiadoideae Burnett, 1835 - qui comprend l'ancienne famille des Asclepiadaceae
- Periplocoideae Endl., 1838
- Rauvolfioideae Kostel., 1834
- Secamonoideae Endl., 1838

### Liste de genres
Selon GRIN (23 novembre 2015) :
- Absolmsia Kuntze
- Acokanthera G. Don
- Adelostemma Hook. f.
- Adenium Roem. & Schult.
- Aganonerion Pierre ex Spire
- Aganosma (Blume) G. Don
- Aidomene Stopp
- Alafia Thouars
- Allamanda L.
- Allomarkgrafia Woodson
- Allotoonia J. F. Morales & J. K. Williams
- Allowoodsonia Markgr.
- Alstonia R. Br.
- Alyxia Banks ex R. Br.
- Amalocalyx Pierre
- Ambelania Aubl.
- Amblyopetalum (Griseb.) Malme
- Amblystigma Benth.
- Amphineurion (A. DC.) Pichon
- Amsonia Walter
- Anatropanthus Schltr.
- Ancylobothrys Pierre
- Anechites Griseb.
- Angadenia Miers
- Anisopus N. E. Br.
- Anisotoma Fenzl
- Anodendron A. DC.
- Anomalluma Plowes
- Anomotassa K. Schum.
- Apocynum L.
- Araujia Brot.
- Artia Guillaumin
- Asclepias L.
- Asketanthera Woodson
- Aspidoglossum E. Mey.
- Aspidonepsis Nicholas & Goyder
- Aspidosperma Mart. & Zucc.
- Astephanus R. Br.
- Asterostemma Decne.
- Atherandra Decne.
- Australluma Plowes
- Baharuia D. J. Middleton
- Bahiella J. F. Morales
- Baissea A. DC.
- Barjonia Decne.
- Baroniella Costantin & Gallaud
- Baseonema Schltr. & Rendle
- Batesanthus N. E. Br.
- Baynesia Bruyns
- Beaumontia Wall.
- Belostemma Wall. ex Wight
- Biondia Schltr.
- Blepharodon Decne.
- Blyttia Arn.
- Bousigonia Pierre
- Brachystelma R. Br.
- Buckollia Venter & R. L. Verh.
- Callichilia Stapf
- Calocrater K. Schum.
- Calotropis R. Br.
- Calyptranthera Klack.
- Cameraria L.
- Campestigma Pierre ex Costantin
- Camptocarpus Decne.
- Caralluma R. Br.
- Carissa L.
- Carruthersia Seem.
- Carvalhoa K. Schum.
- Catharanthus G. Don
- Cathetostemma Blume
- Cerbera L.
- Cerberiopsis Vieill. ex Pancher & Sebert
- Ceropegia L.
- Chamaeclitandra (Stapf) Pichon
- Chilocarpus Blume
- Chonemorpha G. Don
- Cibirhiza Bruyns
- Cionura Griseb.
- Cleghornia Wight
- Clemensiella Schltr.
- Clitandra Benth.
- Condylocarpon Desf.
- Conomitra Fenzl
- Cordylogyne E. Mey.
- Corollonema Schltr.
- Cosmostigma Wight
- Couma Aubl.
- Craspidospermum Bojer ex A. DC.
- Crioceras Pierre
- Cryptolepis R. Br.
- Cryptostegia R. Br.
- Cyathostelma E. Fourn.
- Cycladenia Benth.
- Cyclocotyla Stapf
- Cylindropsis Pierre
- Cynanchum L.
- Dalzielia Turrill
- Decalepis Wight & Arn.
- Decanema Decne.
- Decanemopsis Costantin & Gallaud
- Dewevrella De Wild.
- Dicarpophora Speg.
- Dictyanthus Decne.
- Dictyophleba Pierre
- Diplolepis R. Br.
- Diplorhynchus Welw. ex Ficalho & Hiern
- Diplostigma K. Schum.
- Dischidanthus Tsiang
- Dischidia R. Br.
- Ditassa R. Br.
- Dolichopetalum Tsiang
- Dregea E. Mey.
- Drepanostemma Jum. & H. Perrier
- Duvalia Haw.
- Duvaliandra M. G. Gilbert
- Dyera Hook. f.
- Echidnopsis Hook. f.
- Echites P. Browne
- Ectadium E. Mey.
- Ecua D. J. Middleton
- Edithcolea N. E. Br.
- Elytropus Müll. Arg.
- Emicocarpus K. Schum. & Schltr.
- Emplectanthus N. E. Br.
- Epigynum Wight
- Epistemma D. V. Field & J. B. Hall
- Eucorymbia Stapf
- Eustegia R. Br.
- Fanninia Harv.
- Farquharia Stapf
- Fernaldia Woodson
- Finlaysonia Wall.
- Fischeria DC.
- Fockea Endl.
- Forsteronia G. Mey.
- Frerea Dalzell
- Funastrum E. Fourn.
- Funtumia Stapf
- Galactophora Woodson
- Geissospermum Allemão
- Genianthus Hook. f.
- Glossonema Decne.
- Glossostelma Schltr.
- Gomphocarpus R. Br.
- Gongronema (Endl.) Decne.
- Gonioma E. Mey.
- Goniostemma Wight
- Gonolobus Michx.
- Goydera Liede
- Graphistemma (Champ. ex Benth.) Benth. & Hook. f.
- Grisebachiella Lorentz
- Gunnessia P. I. Forst.
- Gymnanthera R. Br.
- Gymnema R. Br.
- Hancornia Gomes
- Hanghomia Gagnep. & Thénint
- Haplophyton A. DC.
- Harmandiella Costantin
- Hemidesmus R. Br.
- Hemipogon Decne.
- Heterostemma Wight & Arn.
- Heynella Backer
- Himatanthus Willd.
- Holarrhena R. Br.
- Holostemma R. Br.
- Hoodia Sweet ex Decne.
- Hoya R. Br.
- Huernia R. Br.
- Hunteria Roxb.
- Hylaea J. F. Morales
- Hypolobus E. Fourn.
- Ichnocarpus R. Br.
- Ischnolepis Jum. & H. Perrier
- Ischnostemma King & Gamble
- Isonema R. Br.
- Ixodonerium Pit.
- Jacaima Rendle
- Jasminanthes Blume
- Jobinia E. Fourn.
- Kamettia Kostel.
- Kanahia R. Br.
- Kibatalia G. Don
- Kopsia Blume
- Lacmellea H. Karst.
- Lagarinthus E. Mey.
- Landolphia P. Beauv.
- Larryleachia Plowes
- Laubertia A. DC.
- Lavrania Plowes
- Laxoplumeria Markgr.
- Lepinia Decne.
- Lepiniopsis Valeton
- Leptadenia R. Br.
- Leuconotis Jack
- Lhotzkyella Rauschert
- Lygisma Hook. f.
- Maclaudia Venter & R. L. Verh.
- Macoubea Aubl.
- Macroditassa Malme
- Macropharynx Rusby
- Macroscepis Kunth
- Macrosiphonia Müll. Arg.
- Madangia P. I. Forst. & al.
- Mahafalia Jum. & H. Perrier
- Mahawoa Schltr.
- Malouetia A. DC.
- Mandevilla Lindl.
- Manothrix Miers
- Margaretta Oliv.
- Marsdenia R. Br.
- Mascarenhasia A. DC.
- Matelea Aubl.
- Melinia Decne.
- Melodinus J. R. Forst. & G. Forst.
- Merrillanthus Chun & Tsiang
- Mesechites Müll. Arg.
- Metalepis Griseb.
- Metaplexis R. Br.
- Metastelma R. Br.
- Metoxypetalum Morillo
- Micholitzia N. E. Br.
- Microloma R. Br.
- Microplumeria Baill.
- Minaria T. U. P. Konno & Rapini
- Miraglossum Kupicha
- Mitostigma Decne.
- Molongum Pichon
- Mondia Skeels
- Morrenia Lindl.
- Mortoniella Woodson
- Motandra A. DC.
- Mucoa Zarucchi
- Myriopteron Griff.
- Nautonia Decne.
- Neobracea Britton
- Neocouma Pierre
- Neoschumannia Schltr.
- Nephradenia Decne.
- Nerium L.
- Notechidnopsis Lavranos & Bleck
- Ochrosia Juss.
- Odontadenia Benth.
- Odontanthera Wight
- Odontostelma Rendle
- Omphalogonus Baill.
- Oncinema Arn.
- Oncinotis Benth.
- Ophionella Bruyns
- Orbea Haw.
- Orbeanthus L. C. Leach
- Oreosparte Schltr.
- Orthanthera Wight
- Orthopichonia H. Huber
- Orthosia Decne.
- Oxypetalum R. Br.
- Oxystelma R. Br.
- Pachycarpus E. Mey.
- Pachypodium Lindl.
- Pacouria Aubl.
- Papuastelma Bullock
- Papuechites Markgr.
- Parahancornia Ducke
- Parameria Benth.
- Parapodium E. Mey.
- Parepigynum Tsiang & P. T. Li
- Parquetina Baill.
- Parsonsia R. Br.
- Pectinaria Haw.
- Peltastes Woodson
- Pentabothra Hook. f.
- Pentacyphus Schltr.
- Pentalinon Voigt
- Pentarrhinum E. Mey.
- Pentasacme Wall. ex Wight
- Pentastelma Tsiang & P. T. Li
- Pentatropis R. Br. ex Wight & Arn.
- Pentopetia Decne.
- Peplonia Decne.
- Pergularia L.
- Periglossum Decne.
- Periploca L.
- Pervillaea Decne.
- Petalostelma E. Fourn.
- Petchia Livera
- Pherotrichis Decne.
- Philibertia Kunth
- Phyllanthera Blume
- Piaranthus R. Br.
- Picralima Pierre
- Pinochia M. E. Endress & B. F. Hansen
- Plectaneia Thouars
- Pleiocarpa Benth.
- Pleioceras Baill.
- Pleurostelma Baill.
- Plumeria L.
- Podostelma K. Schum.
- Pottsia Hook. & Arn.
- Prestonia R. Br.
- Pseudolithos P. R. O. Bally
- Pteralyxia K. Schum.
- Pycnobotrya Benth.
- Pycnorhachis Benth.
- Quaqua N. E. Br.
- Quiotania Zarucchi
- Raphionacme Harv.
- Raphistemma Wall.
- Rauvolfia L.
- Rhabdadenia Müll. Arg.
- Rhazya Decne.
- Rhigospira Miers
- Rhyncharrhena F. Muell.
- Rhynchostigma Benth.
- Rhyssolobium E. Mey.
- Rhyssostelma Decne.
- Rhytidocaulon P. R. O. Bally
- Richtersveldia Meve & Liede
- Riocreuxia Decne.
- Rojasia Malme
- Saba (Pichon) Pichon
- Sacleuxia Baill.
- Sarcolobus R. Br.
- Sarcorrhiza Bullock
- Schistogyne Hook. & Arn.
- Schistonema Schltr.
- Schizoglossum E. Mey.
- Schizostephanus Hochst. ex K. Schum.
- Schizozygia Baill.
- Schlechterella K. Schum.
- Schubertia Mart.
- Secamone R. Br.
- Secamonopsis Jum.
- Secondatia A. DC.
- Seshagiria Ansari & Hemadri
- Seutera Rchb.
- Sichuania M. G. Gilbert & P. T. Li
- Sindechites Oliv.
- Sisyranthus E. Mey.
- Skytanthus Meyen
- Socotrella Bruyns & A. G. Mill.
- Solenostemma Hayne
- Sphaerocodon Benth.
- Spirolobium Baill.
- Spongiosperma Zarucchi
- Stapelia L.
- Stapelianthus Choux ex A. C. White & B. Sloane
- Stapeliopsis Pillans
- Stathmostelma K. Schum.
- Stelmagonum Baill.
- Stenomeria Turcz.
- Stenostelma Schltr.
- Stephanostegia Baill.
- Stephanostema K. Schum.
- Stephanotis Thouars
- Stigmatorhynchus Schltr.
- Stipecoma Müll. Arg.
- Stomatostemma N. E. Br.
- Strempeliopsis Benth.
- Streptocaulon Wight & Arn.
- Strobopetalum N. E. Br.
- Strophanthus DC.
- Tabernaemontana L.
- Tabernanthe Baill.
- Tacazzea Decne.
- Tassadia Decne.
- Tavaresia Welw. ex N. E. Br.
- Telectadium Baill.
- Telosiphonia (Woodson) Henrickson
- Telosma Coville
- Temnadenia Miers
- Thenardia Kunth
- Thevetia L.
- Thozetia F. Muell. ex Benth.
- Tintinnabularia Woodson
- Tonduzia Pittier
- Toxocarpus Wight & Arn.
- Trachelospermum Lem.
- Trachycalymma (K. Schum.) Bullock
- Treutlera Hook. f.
- Trichosacme Zucc.
- Trichosandra Decne.
- Tridentea Haw.
- Tromotriche Haw.
- Tweedia Hook. & Arn.
- Tylophora R. Br.
- Urceola Roxb.
- Vahadenia Stapf
- Vailia Rusby
- Vallariopsis Woodson
- Vallaris Burm. f.
- Vallesia Ruiz & Pav.
- Vietnamia P. T. Li
- Vinca L.
- Vincetoxicum Wolf
- Voacanga Thouars
- Wattakaka Hassk.
- White-Sloanea Chiov.
- Widgrenia Malme
- Willughbeia Roxb.
- Woodia Schltr.
- Wrightia R. Br.
- Xysmalobium R. Br.
- Zygostelma Benth.

## Historique

### Classifications classiques
Classiquement, en classification classique de Cronquist (1981), elle comprend 1 500 espèces réparties en près de 164 genres :

### Classifications phylogéniques
La classification phylogénétique APG (1998) et la classification phylogénétique APG II (2003) regroupent cette famille avec les Asclepiadaceae et distinguent 5 sous-familles qui regroupent près de 4 555 espèces en 415 genres :
- sous-famille Rauvolfioideae, 980 espèces en 84 genres
- sous-famille Apocynoideae, 860 espèces en 77 genres
- sous-famille Periplocoideae, 180 espèces en 31 genres
- sous-famille Secamonoideae, 170 espèces en 9 genres
- sous-famille Asclepiadoideae, 2365 espèces en 214 genres

#### Selon Bioref
Angiosperm Phylogeny Website (2 Jul 2010)
DELTA Angio (2 Jul 2010)

## Intérêt économique

### Plantes médicinale
Un grand nombre d'espèces d'Apocynaceae ont des usages médicinaux, souvent en médecine traditionnelle, mais également comme sources de substances pouvant fournir des remèdes contre diverses maladies.
Par exemple, on extrait de la racine de Rauvolfia serpentina, la réserpine, utilisée pour abaisser la tension artérielle, comme sédatif, et dans le traitement de maladies mentales. Le jus de feuilles est utilisé pour éliminer les opacités de la cornée oculaire.
L'écorce d’Alstonia scholaris a des propriétés fébrifuges.
Des alcaloïdes, la vinblastine et la vincristine, sont extraits de Catharanthus roseus (pervenche de Madagascar) et commercialisés comme médicaments anticancéreux, en particulier contre la leucémie.
On extrait de Holarrhena pubescens (syn. Holarrhena antidysenterica), qui contient de nombreux alcaloïdes, des substances actives contre la dysenterie amibienne.

### Plante ornementale
De nombreuses espèces sont cultivées comme plantes ornementales, notamment dans les genres Adenium, Allamanda, Amsonia, Apocynum, Asclepias, Carissa, Cascabela (laurier-jaune), Catharanthus (pervenche de Madagascar), Hoya, Kopsia, Mandevilla, Nerium (laurier-rose), Pachypodium, Periploca, Plumeria (frangipaniers), Rauvolfia, Stapelia, Trachelospermum, et Vinca (pervenches).